# Raymond Charles Péré
Raymond Charles Péré (ur. 4 maja 1854 r. w Roquefort-de-Marsan, zm. 15 października 1929 r.) – francuski architekt związany ze Smyrną.

## Życiorys
Urodzony 4 maja 1854 r. w Roquefort-de-Marsan. Architekturę studiował w Bordeaux. Po studiach krótko pracował we Francji. W 1880 r. wyjechał do Smyrny, gdzie początkowo pracował na zastępstwo jako nauczyciel języka francuskiego. Do miasta przybył na zaproszenie osiadłego tam krewnego. Po krótki pobycie wyjechał do Francji, jednak wrócił do Smyrny i założył tam własne biuro architektoniczne. Od 1884 r. żonaty z Anaïs Russo, pochodzącą z francuskiej rodziny osiadłej w Smyrnie. Miał z nią ośmiu synów i dwie córki.
Po zatrudnieniu jako specjalista w zakresie architektury w konsulacie generalnym Francji zaprojektował kilka budynków dla francuskich społeczności. Był także głównym architektem Kościoła katolickiego w Smyrnie, jego pierwszym istotnym zleceniem była rozbudowa kościoła św. Polikarpa, który był parafią społeczności francuskiej i kaplicą konsulatu. Péré odnowił także stare freski w jego wnętrzu i wykonał nowe wraz z Adolfo Scarsellim (jednej z postaci dał swoją twarz). Jego projektem był również kościół św. Heleny w dzielnicy Karşıyaka i francuski szpital (1908 r.) w dzielnicy Punta (obecnie Alsancak). W 1900 r. według jego projektu wzniesiono wieżę zegarową, która miała uczcić 25 rocznicę wstąpienia Abdulhamida II na tron. Wieża z czasem stała się symbolem tego miasta.
Część jego budynków uległa zniszczeniu w czasie wielkiego pożaru Smyrny (1922 r.), inne uległy przebudowom. Do czasów współczesnych w oryginalnej formie przetrwało ich tylko kilka. Zmarł 15 października 1929 roku.